# Акростих
Акростих (грч. ákros, крајњи, горњи; stíchos, ред, редак у песми) је у књижевности песма или песмица у којој почетна слова стихова читана одозго према доле дају неку реч. То је најчешће реч која означава тему песме, аутора или особу којој је песма намењена. Појам акростих може означавати ту песму, али и саму реч која се добије читањем првих слова стихова.